# Hebelbund Lörrach
Der Hebelbund Lörrach, meist nur Hebelbund genannt, jedoch nicht zu verwechseln mit dem Hebelbund Müllheim, ist eine deutsche literarische Gesellschaft mit Sitz in Lörrach im Südwesten Baden-Württembergs, die sich mit dem Leben und den Schöpfungen Johann Peter Hebels, des bekanntesten alemannischen Dialektdichters, sowie mit der Vermittlung seines Gesamtwerks in heutiger Zeit befasst.

## Geschichte
Der Hebelbund wurde 1947 von einer Gruppe um den Pfarrer und Heimatschriftsteller Richard Nutzinger aus Hauingen gegründet. Der Hebelbund Lörrach ist damit die jüngste Organisation, die sich dem Leben und Werk Johann Peter Hebels widmet. Der Bund hat heute rund 300 Mitglieder. Derzeitiger Präsident ist der Historiker und Germanist Volker Habermaier aus Schopfheim.

## Tätigkeit
Der Hebelbund veranstaltet jährlich in der ersten Maihälfte (also um den Geburtstag Hebels am 10. Mai herum) einen Hebel-Sonntag mit einem Festvortrag – dem nach Hebels Kalendergeschichtensammlung „Schatzkästlein des rheinischen Hausfreundes“ benannten Schatzkästlein – und einem „Hebel-Gottesdienst“. Externe Fachreferenten verschiedener Disziplinen stellen an beiden Anlässen einen bestimmten Aspekt im Leben und im Werk Johann Peter Hebels in den Mittelpunkt.
Während der "Hebel-Sonntage", in deren Rahmen auch Orchester und Musiker aus der Region auftreten, verleiht der Hebelbund Lörrach jedes Jahr den Hebeldank „an Menschen, die heute im Sinne Johann Peter Hebels wirken und arbeiten“. Als Dokumentation der Veranstaltungen des Hebelbundes wird eine Jahresschrift herausgegeben.
Weiterer Schwerpunkt der Tätigkeit sind die "Literarischen Begegnungen" im Hebelsaal des Dreiländermuseums, bei denen zeitgenössische Schriftsteller, Liedermacher oder Referenten aus dem deutsch-französisch-schweizerischen Dreiländereck auftreten, vor allem die Hebel-Preisträger des Landes Baden-Württemberg, in dessen Jury der Hebelbund Lörrach mit Sitz und Stimme vertreten ist (derzeit: Präsident Volker Habermaier). Seit 2013 veranstaltet der Hebelbund um den Todestag Hebels im September herum unter dem Motto "Mit Hebel unterwegs" Begegnungen mit Hebels Werk und Biographie an Orten, die in seinem Leben eine Rolle spielten. 2019 wird erstmals ein Seminar zu einem zentralen Hebel-Text unter dem Reihentitel "Hebel lesen" angeboten.

### Publikationen
Der Hebelbund gibt die Schriftenreihe des Hebelbundes Lörrach heraus, in der seit 1953 über 60 Hefte erschienen sind. Die seit 2009 erschienenen Hefte sind abrufbar.
Von Heft 12/1950 bis Heft 1/1955 wurde die Zeitschrift Die Markgrafschaft zusammen mit dem Hebelbund Müllheim herausgegeben.

## Präsidenten
- 1947–1963 Richard Nutzinger
- 1981–1999 Gerhard Leser[6][7]
- 2001–2015 Hans-Jürgen Schmidt[8][9]
- 2015–heute Volker Habermaier[10]

## Hebeldankträger
Bisherige Empfänger des Hebeldanks waren:
- 1949: Adolf Glattacker, Maler, Lörrach-Tüllingen
- 1950: Hans Iselin, Professor für Unfallmedizin, Lörrach/Basel
- 1951: Franz Philipp, Komponist, Schönau/Freiburg im Breisgau
- 1952: Hans Kaltenbach, Maschinenfabrikant, Lörrach
- 1953: Julius Wilhelm, Denkmalpfleger, Lörrach
- 1954: Joseph Pfeffer, Altbürgermeister, Lörrach
- 1955: Adolf Strübe, Maler und Bildhauer, Lörrach
- 1956: Karl Asal, Ministerialrat, Freiburg im Breisgau
- 1957: Ernst Friedrich Bühler, Chormeister, Steinen im Wiesental
- 1958: Alfred Holler, Lehrer, Lörrach
- 1959: Otto Kleiber, Feuilleton-Redaktor der Basler National-Zeitung, Basel
- 1960: Emil Hutter, Rektor i. R., Lörrach-Stetten
- 1961: Emilie Gruber-Winter, Lörrach
- 1962: Hans Stössel, Generaldirektor der KBC, Lörrach
- 1963: Richard Bampi, Keramiker, Kandern
- 1964: Ernst Brugger, Sendeleiter des Südwestfunks, Studio Freiburg im Breisgau
- 1965: Peter Zschokke, Regierungsrat, Basel
- 1966: Herbert Albrecht, Vorsitzender des Bürgeln-Bundes, Rheinfelden AG
- 1967: Anton Dichtel, Regierungspräsident des Regierungsbezirks Südbaden, Freiburg im Breisgau
- 1968: Joseph Rey, Oberbürgermeister von Colmar
- 1969: Robert Müller-Wirth, Senator und Verleger, Karlsruhe
- 1970: Ernst Staehelin-Kutter, Theologieprofessor, Basel
- 1971: Gebhard Müller, Präsident des Bundesverfassungsgerichtes, Karlsruhe
- 1972: Bürgerlicher Sängerverein Lörrach 1833 e. V.
- 1973: Wolfgang Bechtold, Landrat i. R., Lörrach
- 1974: Karl Friedrich Rieber, Musikdirektor, Lörrach
- 1975: Walter Jung, Ratsschreiber, Lörrach
- 1976: Paul Stintzi, Mülhausen
- 1977: Theodor Binder, Arzt, Lörrach
- 1978: Georg Thürer, Teufen/St. Gallen
- 1979: Hermann Person, Regierungspräsident i. R., Freiburg im Breisgau
- 1980: Gerhard Moehring, Kustos des Heimatmuseums, Lörrach
- 1981: Raymond Matzen, Straßburg
- 1982: Erhard Richter, Oberstudiendirektor, Vorsitzender Geschichtsverein Markgräflerland, Grenzach-Wyhlen
- 1983: Egon Hugenschmidt, Oberbürgermeister, Lörrach
- 1984: Arnold Schneider, Alt-Regierungsrat, Basel
- 1985: Hans Schneider, Korrespondent der Basler National-Zeitung, Freiburg i. Br.
- 1986: Gerd Watkinson, Komponist, Steinen-Lehnacker
- 1987: Hans U. Christen („-sten“), Journalist, Basel
- 1988: Friedrich Resin sen., Unternehmer, Weil am Rhein
- 1989: Alfred Toepfer, Unternehmer, Hamburg
- 1990: Claude Guizard, Präfekt des Département Haut-Rhin, Colmar
- 1991: Hansjörg Sick, Oberkirchenrat i. R., Karlsruhe
- 1992: Yasumitsu Kinoshita, Kyoto/Japan
- 1993: Werner O. Feißt, Fernsehmoderator, Fernsehjournalist, Fernsehproduzent und Buchautor, Baden-Baden
- 1994: Sylvie Reff-Stern, Sängerin, Komponistin, Ringendorf, Elsass
- 1995: Dieter Kaltenbach, Maschinenfabrikant, Lörrach
- 1996: Michael Raith, Pfarrer und Historiker, Riehen (Schweiz)
- 1997: Ursula Hülse, Geschäftsführerin des Trachtenvereins „Bund Heimat und Volksleben“, Denzlingen
- 1998: Walther Eisinger, Heidelberg
- 1999: Marie-Paule Stintzi, Mülhausen
- 2000: Berthold Hänel, ehem. Kulturreferent, Lörrach
- 2001: Beat Trachsler, Kulturhistoriker und Verleger, Basel
- 2002: Manfred Bosch, Schriftsteller, Lörrach
- 2003: Gérard Leser, Historiker und Volkskundler, Colmar
- 2004: Inge Gula, Lehrerin und Kommunalpolitikerin, Lörrach
- 2005: Rolf Max Kully, Germanistikprofessor, Solothurn (Schweiz)
- 2006: Johannes Wenk-Madoery, Kaufmann, Riehen (Schweiz)
- 2007: Dieter Andreas Walz, Rektor, Hausen im Wiesental
- 2008: René Egles, Dichter/Liedermacher, Pfulgriesheim bei Straßburg
- 2009: Markus Manfred Jung, Mundartdichter/Schriftsteller, Wehr
- 2010: Uli Führe, Dichter/Musiker, Buchenbach bei Freiburg im Breisgau
- 2011: Markus Ramseier, Schriftsteller, Pratteln
- 2012: Lieselotte Hamm und Jean-Marie Hummel
- 2013: Franz Littmann, Herausgeber einer Hebel-Auswahl
- 2014: Cornelia Schefold-Albrecht, Basel
- 2015: Johann Anselm Steiger, Universität Hamburg, Theologe
- 2016: José F. A. Oliver, Schriftsteller, Hausach
- 2017: Bettina Eichin, Schweizer Bildhauerin
- 2018: Markus Moehring, Museumsleiter, Lörrach
- 2019: Pierre Kretz, Schriftsteller, Elsass
- 2020: keine Verleihung
- 2021: Friedel Scheer-Nahor, Germanistin und Geschäftsführerin der Muettersproch-Gsellschaft, Freiburg im Breisgau
- 2022: Yves Bisch, Schriftsteller, Elsass
- 2023: Klaus M. Leisinger, deutscher Soziologe
- 2024: Christa Heimann-Buß, Schriftstellerin und Mundartautorin
- 2025: Hans-Jörg Renk[12], Schweizer Diplomat